# The Naked Kiss
The Naked Kiss is een Amerikaanse neo noir uit 1964 onder regie van Samuel Fuller.

## Verhaal
Wanneer de prostituee Kelly op een dag opduikt in het provinciestadje Grantville, tracht de politiechef haar zo vlug mogelijk uit de stad weg te jagen. Ze geeft haar oude levensstijl op en begint een relatie met de voorname J.L. Grant. Ze hoopt op een kans om opnieuw te beginnen.

## Rolverdeling
| Acteur                | Personage      |
| --------------------- | -------------- |
| Constance Towers      | Kelly          |
| Anthony Eisley        | Kapitein Griff |
| Michael Dante         | J.L. Grant     |
| Virginia Grey         | Candy          |
| Patsy Kelly           | Mac            |
| Marie Devereux        | Buff           |
| Karen Conrad          | Dusty          |
| Linda Francis         | Rembrandt      |
| Bill Sampson          | Jerry          |
| Sheila Mintz          | Receptioniste  |
| Patricia Gayle        | Verpleegster   |
| Jean-Michel Michenaud | Kip            |
| George Spell          | Tim            |
| Christopher Barry     | Peanuts        |
| Patty Robinson        | Angel Face     |